# Клубков-Мосальский, Иван Данилович Хромой
Князь Иван Данилович Клубков-Мосальский по прозванию Хромой (ум. 1627) — московский дворянин и воевода во времена правления Ивана IV Грозного, Фёдора Ивановича, Бориса Годунова и Михаила Фёдоровича. Рюрикович в XXI колене.
Единственный сын князя и головы Данилы Ивановича Клубкова-Мосальского, упомянутого в 1576 году головою в Тарусе при князе Борисе Васильевиче Шеине и в 1577 году головою у пушек в походе под Колывань.

## Биография
В 1577 году в Боярском списке записан с пометой «изменил».
В 1598 году в числе дворян московских подписался на грамоте об избрании царём Бориса Годунова.
В 1605 году присягнул на верность Лжедмитрию I, и в мае на его свадьбе с Мариной Мнишек, был семнадцатым в числе поезжан.
В 1606 году вместе с князем Василием Фёдоровичем Мосальским изменил царю Василию IV Шуйскому и присоединился к восстанию Болотникова.
В 1607 году, предводительствуя отрядами мятежников, был разбит царскими войсками в битве под Серебряными Прудами князем А.В. Хилковым и взят в плен.
В декабре 1610 года по челобитью боярина и дворецкого Василия Михайловича Рубца Мосальского, с братию и племянниками, ставит подпись на грамоте королю Сигизмунду III, чтобы за ними утвердили их прежнюю вотчину — город Мосальск с волостями и получают на то подтвердительную грамоту.
В 1614—1615, 1618—1619 и 1621 годах воевода в Серпухове.
Обедал у царя Михаила Фёдоровича (5 марта и 28 июля 1626).
Умер в 1627 году бездетным.
Жена Мария, владели поместьями в Окологородном стане Рязанского уезда.